# Scottie Pippen
Scottie Pippen (celým jménem Scott Maurice Pippen * 25. září 1965) je bývalý americký profesionální basketbalista.
Pippen proslul především jako „hvězda číslo 2“ týmu Chicago Bulls po boku Michaela Jordana v letech 1991, 1992, 1993 a 1996, 1997, 1998, kdy Bulls získali šest titulů vítěze NBA.
V NBA hrál postupně za tyto týmy:
- Chicago Bulls: 1987–1998
- Houston Rockets: 1998–1999
- Portland Trail Blazers: 1999–2003
- znovu Chicago Bulls: 2003–2004

Scottie Pippen získal s reprezentačním týmem USA dvě zlaté medaile na olympijských hrách – v letech 1992 a 1996.
Po ukončení kariéry profesionálního hráče pracoval nejprve jako analytik pro Bulls, jako asistent trenéra pro Los Angeles Lakers, dnes je komentátorem basketbalových přenosů v ABC.